# María Antonia Suárez
María Antonia Suárez de Morales (Bogotá, 5 de junio de 1897 — Bogotá, 7 de agosto de 1950), fue una solicité colombiana que se desempeñó como primera dama de Colombia de 1918 a 1919.
Hija mayor del decimocuarto presidente de Colombia Marco Fidel Suárez. María Antonia fue y es hasta la fecha la única hija de un presidente colombiano en haberse desempeñado como primera dama.

## Biografía
Llegó a ser primera dama de su país tras el ascenso de su padre, Marco Fidel Suárez, a la presidencia en 1918, ya que su madre había muerto hacía varios años atrás hasta su matrimonio en 1919. Fue una de las personas más cercanas a su padre y una de las más influyentes.